# بوركوم زمرة ذئبية
بوركوم عبارة عن زمرة ذئبية من الغواصات الألمانية التي كانت تعمل خلال معركة الأطلسي في الحرب العالمية الثانية.

## سجل الخدمة
تشكلت بوركوم في ديسمبر 1943 قبالة ساحل البرتغال، لاعتراض القوافل التي تبحر من جبل طارق والبحر الأبيض المتوسط وجنوب المحيط الأطلسي. كانت تتألف من غواصات يو من مجموعة الدورية Weddigen التي تم حلها، مع تعزيزات من قواعد في فرنسا المحتلة.
تم تفصيل Borkum أولاً للمساعدة في مرور عداءي الحصار Osorno و Alsterufer اللذين كانا عائدين إلى القاعدة. كما شاركت قوة سطحية في هذه العملية، التي أطلق عليها اسم بيرناو. وكانت المخابرات الحليفة على علم بذلك ونشرت قوات ضدهم. 
في يناير 1944 تم تعزيز بوركوم بغواصات جديدة، في حين عاد عدد من المجموعة الأصلية إلى القاعدة. تعرضت هذه لهجمات جوية عبر خليج بسكاي، وتضررت ثلاث غواصات وهي يو-107 ويو-275 ويو-541.

## الغواصات المعنية
| - U-107 - U-231 - U-270 | - U-275 - U-305 - U-377 | - U-382 - U-415 - U-541 | - U-618 - U-641 - U-645 | - U-667 - U-758 - U-801 | - U-953 - U-962 |

## الاسم
سميت بوركوم على اسم جزيرة بوركوم قبالة ساحل بحر الشمال.